# 13268 Trevorcorbin
13268 Trevorcorbin eller 1998 QS34 är en asteroid i huvudbältet som upptäcktes den 17 augusti 1998 av LINEAR i Socorro County, New Mexico. Den är uppkallad efter Trevor Eugene Corbin.
Asteroiden har en diameter på ungefär 4 kilometer.